# دهستان گرمه جنوبی
دهستان گرمه جنوبی یکی از دهستان‌های استان آذربایجان شرقی است که در بخش مرکزی شهرستان میانه واقع شده‌است.